# Quentin Bryceová
Dame Quentin Alice Louise Bryceová (rozená Strachanová; 23. prosince 1942 v Brisbane, Queensland) je australská politička a bývalá generální guvernérka Austrálie.

## Kariéra
Většinu své kariéry strávila ve školství, v roce 1968 byla jako první žena v historii přijata mezi učitele na Queenslandské univerzitě. Roku 2003 byla jmenována guvernérkou státu Queensland ve funkci do roku 2008. 13. dubna 2008 ji premiér Kevin Rudd jmenoval po formálním souhlasu Jejího Veličenstva australské královny Alžběty II. generální guvernérkou Austrálie.
5. září 2008 složila přísahu a ve funkci nahradila svého předchůdce Michaela Jefferyho. Funkci vykonávala do 28. března 2014, kdy složil přísahu její nástupce Sir Peter Cosgrove.